# Audi 80 B1
Audi 80 B1 (interne betegnelser: Type 80, fra 1976: Type 82) er en sedan tidligere produceret af Audi NSU Auto Union AG og lanceret på det tyske marked i forsommeren 1972 som efterfølgeren til Audi F103 (der igen var baseret på DKW F102). Modellen blev i marts 1973 af Audi officielt præsenteret på Geneve Motor Show. Audi 80 B1 var baseret på samme platform som VW Passat, som blev sat på markedet i maj 1973 og kun bygget som hatchback og som stationcar.
Audi 80 B1 blev fremstillet i varianter med 2 og med 4 døre og som 5-dørs stationcar. Modellen havde langsgående monteret firecylindret benzinmotor og forhjulstræk. Bilen blev valgt som Årets bil i Europa og Årets Bil i Danmark i 1973. 
Modellen er en del af Audi 80/A4-serien og blev i sensommeren 1978 erstattet af Audi 80 B2 med samme teknologi.

## Udvikling
Volkswagen stod i begyndelsen af 1970'erne i en alvorlig krise, da deres tidligere storsælgende "bobler" med luftkølet hækmotor var teknologisk forældede og oplevede svigtende salg. VW havde i midten af 1960'erne overtaget Auto Union fra Daimler Benz bl.a. for at få adgang til Auto Unions motorteknologi fra Mercedes, og VW havde gennem Auto Union sat modellen Audi F103 (også solgt som Audi 80) på markedet med en vis succes. F 103 havde karrosseriet fra DKW (F102) og en motor udviklet i samarbejde med Mercedes, men VW ønskede, at Auto Union (senere NSU-Audi og senere Audi) selv udviklede sin egen vandkølede motor til VW-gruppens modeller. F 103 blev solgt under Auto Union-mærket (men med undermærket Audi for at lægge afstand til DKW-mærket, der var forbundet med små biler og totaktsmotorer).
VW ønskede at udvikle en helt ny bil med moderne teknologi og motorer udviklet af Audi. Den nye motor med overliggende knastaksel udviklet af Audi, EA827, fik sin debut med den helt nye bil Audi 80, der blev udviklet på VW's nye platform "B". Den nye Audi (Audi 80 B1) var en ny begyndelse for Volkswagen og for Audi og et endegyldigt farvel til Auto Union-æraens modeller. Modellen blev leveret med EA827-motorer i udgaver med 1,3 og 1,5 liters slagvolumen, der ydede 54 hk eller 59 hk for 1,3 motoren og 74 eller 84 hk for 1,5 motoren. Modellen blev konstrueret med et letvægtsdesign, og vejede blot 835 kg.

VW havde oprindeligt planlagt en udvikling af ny uafhængig VW Passat, men af omkostningsmæssige årsager blev Audi 80 imidlertid brugt som en modulær platform for den nye Passat, der derfor ikke kun overtog motorerne, men også en stor del af karosseriet fra Audi. Den første Passat var hatchback-udgaven af Audi 80. Bortset fra hatchbacken, de rektangulære forlygter, et let modificeret bagakselophæng og andre små karrosseridetaljer var VW Passat B1 identisk med Audi 80 B1. 
I Nordamerika blev Audi 80 solgt som Audi Fox.

## Modtagelse
Den første Audi 80 kom til salg i juni 1972. Da bilen var meget let (vægt under 900 kg), og motorerne var meget økonomiske, blev Audi 80 en stor salgssucces efter den første oliekrise i 1973. 
Bilen blev af motorpressen kåret til Årets bil i Europa og som Årets Bil i Danmark. 
I modellens levetid blev der solgt mere end 1 million eksemplarer.

## Facelifts m.v.
I september 1973 introducerede Audi en 2-dørs sportsmodel Audi 80GT med en 1,6 liter motor med karburator og en effekt på 99 hk.
Ved en mindre revision i foråret 1974 blev aluminiumskølergitteret udskiftet med et kølergitter af plast. For modelåret 1975 blev slidserne på ventilation i C-stolpen udeladt, og kofangerne fik sorte plasthætter i hjørnerne.
Et større facelift fandt sted i efteråret 1976, hvor bilens front blev ændret markant og kom til at ligne den nyligt introducerede Audi 100 C2 med firkantede forlygter, 1,6 liter motorer i stedet for 1,5 liter motoren (stadig med 74/84 hk), ligesom 80GT blev afløst af en ny 80GTE model med 108 hk og brændstofindsprøjtning i stedet for karburator.   
B1 platformen blev afløst af B2 platformen i Europa i 1978, med blev solgt i modelåret 1979 i Nordamerika. Afløseren for Audi 80 B1 var således Audi 80 B2.

## Galleri
- Audi 80L (B1) 4-dørs sedan før facelift
- Audi 80 B1 med dobbelte forlygter
- Audi 80 (B1) 2-dørs sedan før facelift set bagfra
- Audi 80 (B1) stationcar efter facelift